# Puente Los Leones
El Puente Los Leones o Puente de Los Leones es el nombre que recibe un puente que está ubicado en la parroquia El Paraíso en el Municipio Libertador del Distrito Capital y al oeste del Área metropolitana de Caracas, al centro norte del país sudamericano de Venezuela.

## Descripción

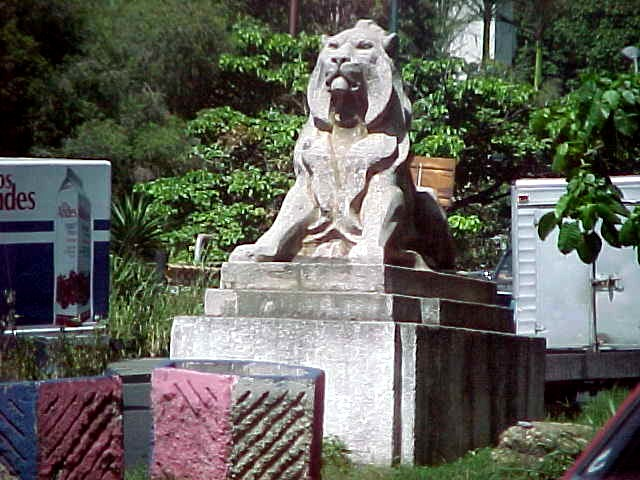
Escultura en el Puente

Se trata de una estructura inaugurada el 19 de abril de 1933 que pasa por encima de la Autopista Francisco Fajardo (que une Caracas de este a oeste), y del Río Guaire (uno de los ríos más conocidos de la ciudad capital de Caracas) y forma parte de la Avenida O'Higgins, permitiendo la conexión de esta última con la Avenida La Paz. Posee cuatro esculturas de leones, que a su vez son un símbolo de Caracas (fundada originalmente como Santiago de León de Caracas). Las cuatro esculturas fueron hecas por el escultor Ángel Cabré y Magriñá.
En agosto de 2015 fueron inaugurados los trabajos de ampliación de la Autopista Francisco Fajardo a la altura del Puente Los Leones hasta el Distribuidor La Araña.